# Zespół sercowo-twarzowo-skórny
Zespół sercowo-twarzowo-skórny (ang. cardiofaciocutaneous syndrome, CFC syndrome) – genetycznie uwarunkowany zespół wad wrodzonych dziedziczony autosomalnie dominująco. Charakteryzuje się niedoborem wzrostu, typowymi cechami dysmorficznymi w twarzy, wadami serca, zmianami skórnymi oraz niepełnosprawnością intelektualną.

## Historia
Zespół został opisany po raz pierwszy w 1986 roku przez amerykańskich lekarzy Jamesa Reynoldsa, Giovanniego Neriego, Jurgena Herrmanna, Bruce’a Blumberga, Jamesa Coldwella, Paula Milesa, Johna Opitza i Johna Care’a.

## Etiologia
Choroba spowodowana jest uszkodzeniem jednego z czterech genów: BRAF znajdującego się na chromosomie 7q34, MAP2K1 znajdującego się na chromosomie 15q22, MAP2K2 znajdującego się na chromosomie 19p13 oraz KRAS znajdującego się na chromosomie 12p12. Uszkodzenie genu BRAF występuje w 75% przypadkach zespołu sercowo-twarzowo-skórnego. Wszystkie mutacje wpływają na szlak Ras/ERK (szlakMAPK/ERK), który ma znaczenie w regulacji wzrostu, podziału oraz śmierci komórek.

## Epidemiologia
Częstość występowania szacowana jest na 1 na 810 000 żywych urodzeń. Do 2015 opisano około 300 przypadków.

## Obraz kliniczny
Większość pacjentów ma niedobór wzrostu ze względną makrocefalią. Charakterystyczny jest typowy zespół zmian w zakresie twarzy i głowy: relatywnie duża głowa, szerokie czoło zwężające się ku skroniom, ptoza, krótki nos ze względnie szeroką podstawą, głęboka rynienka podnosowa z łukiem Kupidyna oraz małym podbródkiem. Typowymi zmianami skóry i jej przydatków są rogowacenie mieszkowe oraz rzadkie, wolno rosnące, kręcone włosy. Inne obserwowane zmiany skórne to: rybia łuska, rogowacenie mieszkowe, rogowacenie mieszkowe zanikowe twarzy, rogowiec dłoni i stóp. Wada serca występuje u większości pacjentów. Stwierdzane są ubytek w przegrodzie międzyprzedsionkowej, zwężenie drogi odpływu prawej komory oraz kardiomiopatia przerostowa.

## Klasyfikacja
| Typ zespołu | uszkodzony gen |
| ----------- | -------------- |
| CFC typ I   | BRAF           |
| CFC typ II  | KRAS           |
| CFC typ III | MAP2K1         |
| CFC typ IV  | MAP2K2         |

Typowe zmiany skórne występują u pacjentów z typem I zespołu, natomiast nie są obserwowane w typie II zespołu.

## Diagnostyka różnicowa
Podstawą rozpoznania jest typowy obraz kliniczny oraz stwierdzenie mutacji w odpowiednim genie.
- zespół Noonan[8]
- zespół Costello[8]

## Leczenie
Nie ma leczenia przyczynowego zespołu sercowo-twarzowo-skórnego.

## Rokowanie
Rokowanie u większości chorych co do życia jest dobre, jednakże ze względu na występujące wady serca długość życia może być skrócona.